# Schloss Zedtlitz

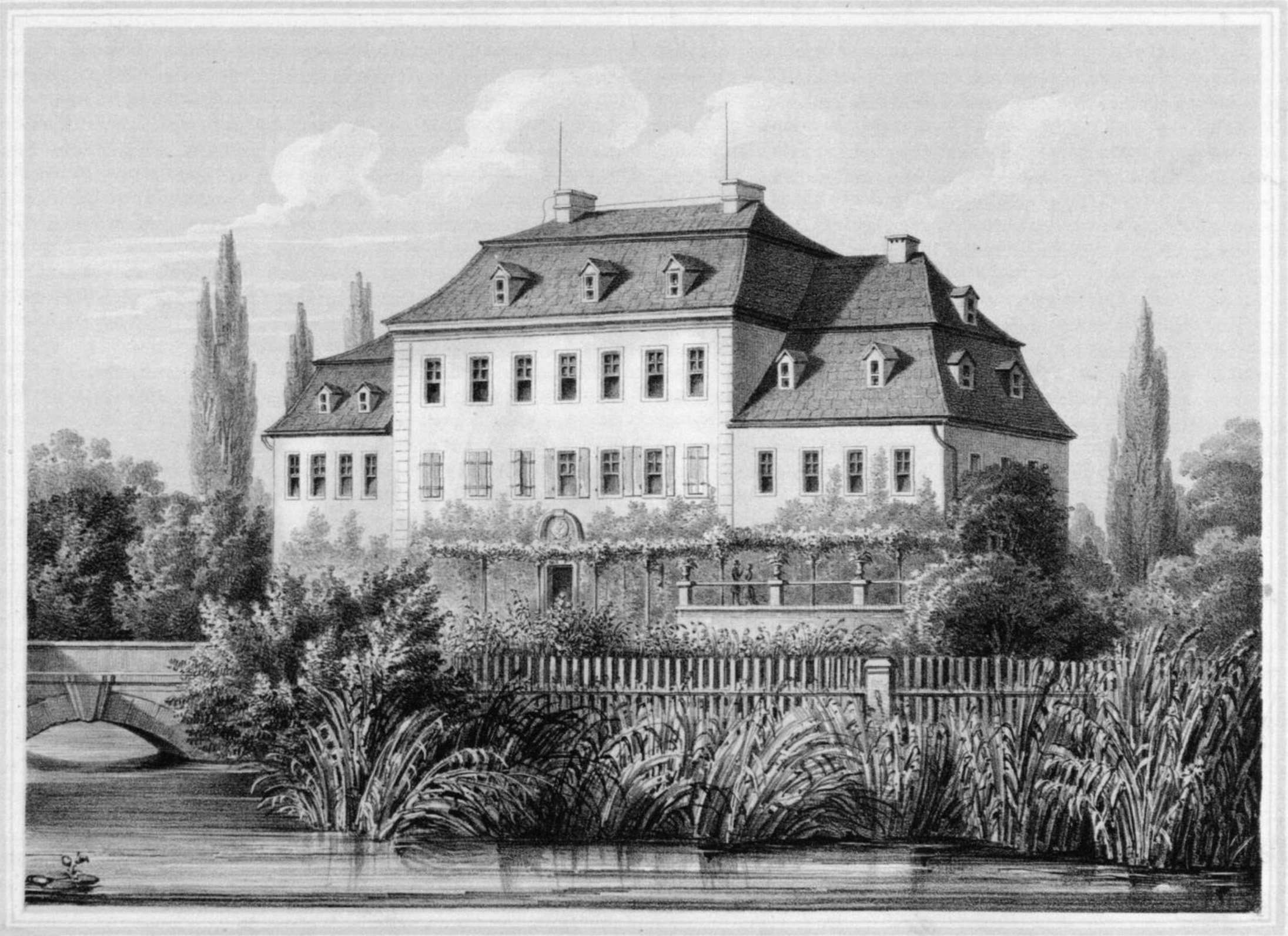
Das Schloss um 1860

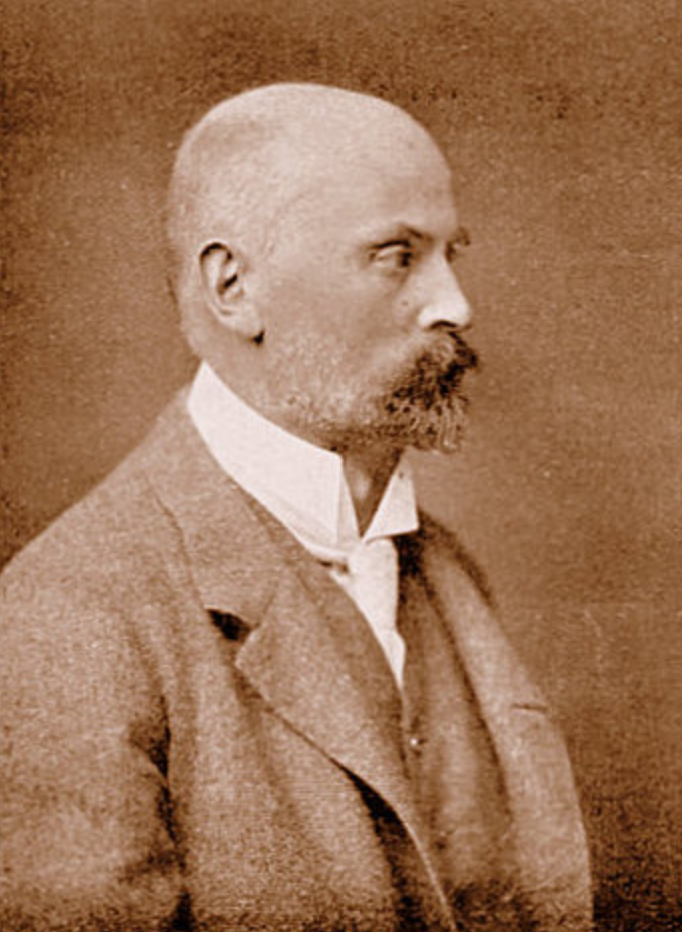
Graf Rudolph von Rex-Zedtlitz

Schloss Zedtlitz, Wyhraaue 8, ist ein 1706 erbautes Schloss in der Wyhra-Aue von Zedtlitz bei Borna.

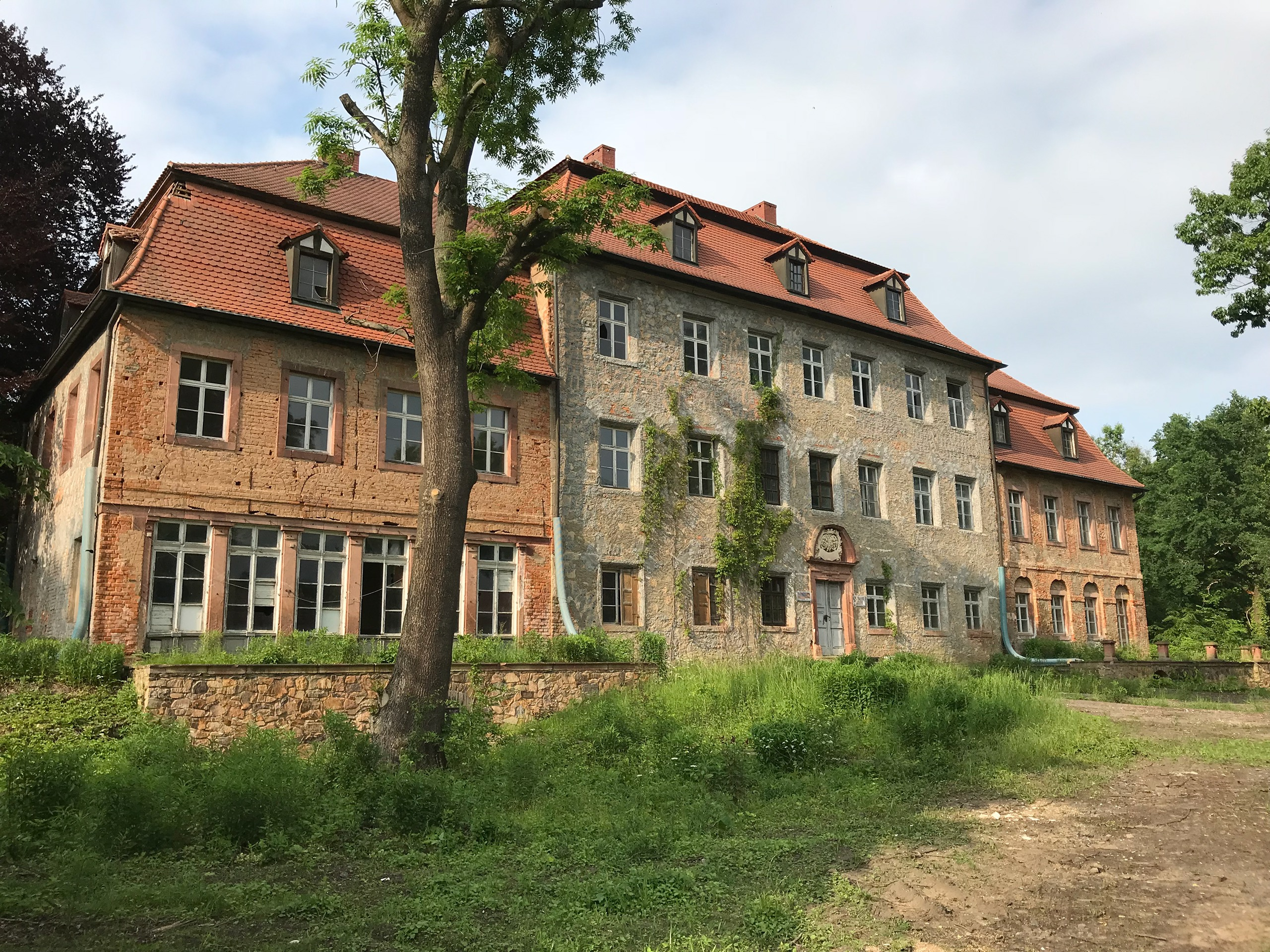
Vorderansicht Schloss Zedtlitz 2018

## Geschichte
Erstmals im Jahr 1190 wurde eine Wasserburg in „Cedelice“ erwähnt. Besitzer waren Heinrich und Otto von Zedlitz, die 1191 in einem Naumburger Schenkungsbrief genannt wurden. 1303 wurde ein Castrum in Zedtlitz genannt. Den Herren von Zedtlitz folgten ab Mitte des 15. Jh. die Familie von Wolkaw, 1498–1558 die Familie von Neustadt, ab 1590 erneut die Familie von Wolkaw und 1611–1685 die Familie von Draschwitz. Während des Dreißigjährigen Krieges brannte das Schloss aus.
1692 wurde die Familie von Gladebeck Eigentümerin der Ruine. 1706 ließ Christiane Elisabeth von Gladebeck, geb. von Münchhausen (1650–1718), zweite Frau und Witwe des preußischen Kriegsrates Bodo von Gladebeck (1620–1681) das Schloss in zeitgemäßem Barockstil neu aufbauen. Nach ihrem Tod kam das Schloss über die Heirat ihrer Tochter Christine Lucie in die Familie Aus dem Winckel. Diese verkaufte es 1782 an den Dresdner Hofrat Jacob Heinrich Reinhold. Dessen Großnichte Julie, verheiratete von Metzradt, schenkte das Schloss 1836 ihrem Sohn Jacob Friedrich Rudolph von Metzradt. 1840 soll der Komponist Albert Lortzing bei einem Besuch des Schlosses sich hier Anregung für seine Oper „Der Wildschütz“ geholt haben. Noch vor 1898 kam der Besitz durch Einheirat an die Grafenfamilie von Rex, über Margarete Gräfin Rex, Ehefrau des Karl Graf Rex. Der Schlossbesitzer nannte sich bei Sitzungen im Sächsischen Landtag in Dresden Herr Kammerherr Graf von Rex-Zedtlitz. Erbe wurde so deren erster Sohn, der königlich sächsische Kammerherr und Wirkliche Geheime Rat Graf Rudolf Karl Caspar von Rex (1858–1916), verheiratet mit Marie-Anna Gräfin Pappenheim (1865–1946). Nacherbe wiederum wurde bereits vor 1920 der Jurist Karl-Max Oswald Graf von Rex (1888–1942). Zedtlitz war ein Rittergut mit weiteren Grundstücken, u. a. in Neukirchen, gesamt 412 ha, teils in Pacht gegeben, als Verwalter agierte der Förster Holm Weber. Größter Anteil waren die Forsten mit 153 ha. Des Weiteren wurde eine Brennerei betrieben. 1925 war für den Waldbesitz der Grafen der Förster Bernhardt Rost angestellt, die anderen Gutsflächen an Willy Schlenzig verpachtet. Nach den vorliegenden Daten der Gothaischen Genealogischen Taschenbücher (kurz GGT genannt) war Karl-Max Oswald Graf von Rex bis etwa 1929/1930 Eigentümer von Schloss und Gut Zedtlitz. Er lebte mit seiner Frau Rosa Herbst, aus Wien stammend, und den zwei Kindern in München. Dort lebte auch seine Mutter Marie Anna, die ehemals Oberhofmeisterin am Sächsischen Hof war.
Im Jahre 1933 kaufte Karl Schulze aus Bockwitz das Schloss Zedtlitz mit Weinberg sowie die dazugehörigen Feldern, Wiesen und Wäldern. Sein Bruder Ernst Schulze erwarb später das eigentliche Rittergut. In den 1930er Jahren zog der Kindergarten in das Schloss ein und ab 1939 bis 1945 wohnten dort die Landdienstmädchen (BDM) als Arbeiterinnen des Feldgärtnervereins Borna und Umgebung. Diesen Nutzungen gingen umfangreiche Renovierungsarbeiten voraus. Ab 1945 stellte Karl Schulze das Schloss den Vertrieben aus den Ostgebieten, ca. neun Flüchtlingsfamilien, als Wohnraum zur Verfügung. Für seine Familie reservierte er vier Räume im herrschaftlichen Mitteltrakt. Die Familie blieb zunächst de facto Schlosseigentümer.
Im Zuge der Bodenreform 1945/1946 in der sowjetisch besetzten Zone (SBZ) und der späteren Zwangskollektivierung wurde das nachmals devastierte Nachbar-Gut Bockwitz, das Karl Schulze-Zedtlitz parallel als Pächter der Stadt Borna, resp. der Aktiengesellschaft Sächsische Werke (kurz: A. S. W.) mit Sitz in Dresden, leitete, aufgelöst. Er wurde ausgewiesen und zog mit seiner Familie an Weihnachten 1945 ins Zedtlitzer Herrenhaus. Karl Schulzes Kinder verkauften Schloss und Park 1969 an die Gemeinde Zedtlitz, da sie es nicht mehr unterhalten konnten. Die Gemeinde ließ 1990 das Dach erneuern und den Kindergarten renovieren. Das Schloss Zedtlitz übernahm die Gemeinde Zedtlitz und nutzte es unter anderem als Kindergarten. Nach der Wende wurden das Dach erneuert und die Wirtschaftsgebäude einer Nutzung zugeführt. Nachfolgend veräußerte die Gemeinde das Schloss an Investoren, die bisher nicht vermochten, das Gebäude einer zukunftsweisenden Nutzung zuführen. Das Schloss selbst wechselte mehrfach die Besitzer. Reste der Parks blieben erhalten. 
Die Grafenfamilie von Rex-Zedtlitz lebt weiterhin in München.

## Architektur und Freiflächen
Der Verleger August Schumann, Vater von Robert Schumann, beschrieb 1826 im Staats-, Post- und Zeitungslexikon von Sachsen das Anwesen so:

„Das Rittergut besitzt noch die Dörfer Raupenhayn und Plateka, [...] und hat seine durchaus schönen Gebäude auf der linken Seite der Aue, ganz in der Tiefe. Darunter ist das Schloß ein geräumiges und schönes Gebäude, dessen Haupttheil 3 Etagen und 7 Fensterbreiten hat; neben diesem ist rechts ein kleinerer Flügel zum Bewohnen, links das große und gut besetzte Gewächshaus angebaut; [...]. Vor demselben ist ein hübsches Parterre, dahinter aber ein schöner Ziergarten mit bemerkenswerther Orangerie u. s. w.; das Ganze ist mit einem Wassergraben umfaßt. Die übrigen 3 Seiten des großen Hofes bilden die, [...] Wirthschaftsgebäude, von mittelmäßiger Größe. Die Schäferei steht weiter südlich, [...]. Etwas entfernt liegt in Südwest die Ziegelei. Noch verdienen der große, gegen das Dorf hin sich ausbreitende Zier- und Nutzgarten, so wie die Alleeen, welche auf mehrern Seiten zum Rittergute führen, und die Dämme in der Wiehrenaue Erwähnung.“

Erschlossen wird das Schlossgebäude durch ein repräsentatives Barockportal in der Mitte Es hat eine verkröpfte Rahmung mit einem Relief darüber, das über einer Inschrift die Wappen der Familien von Gladecke und von Münchhausen zeigt. Vor ihm ist eine Freitreppe angeordnet.

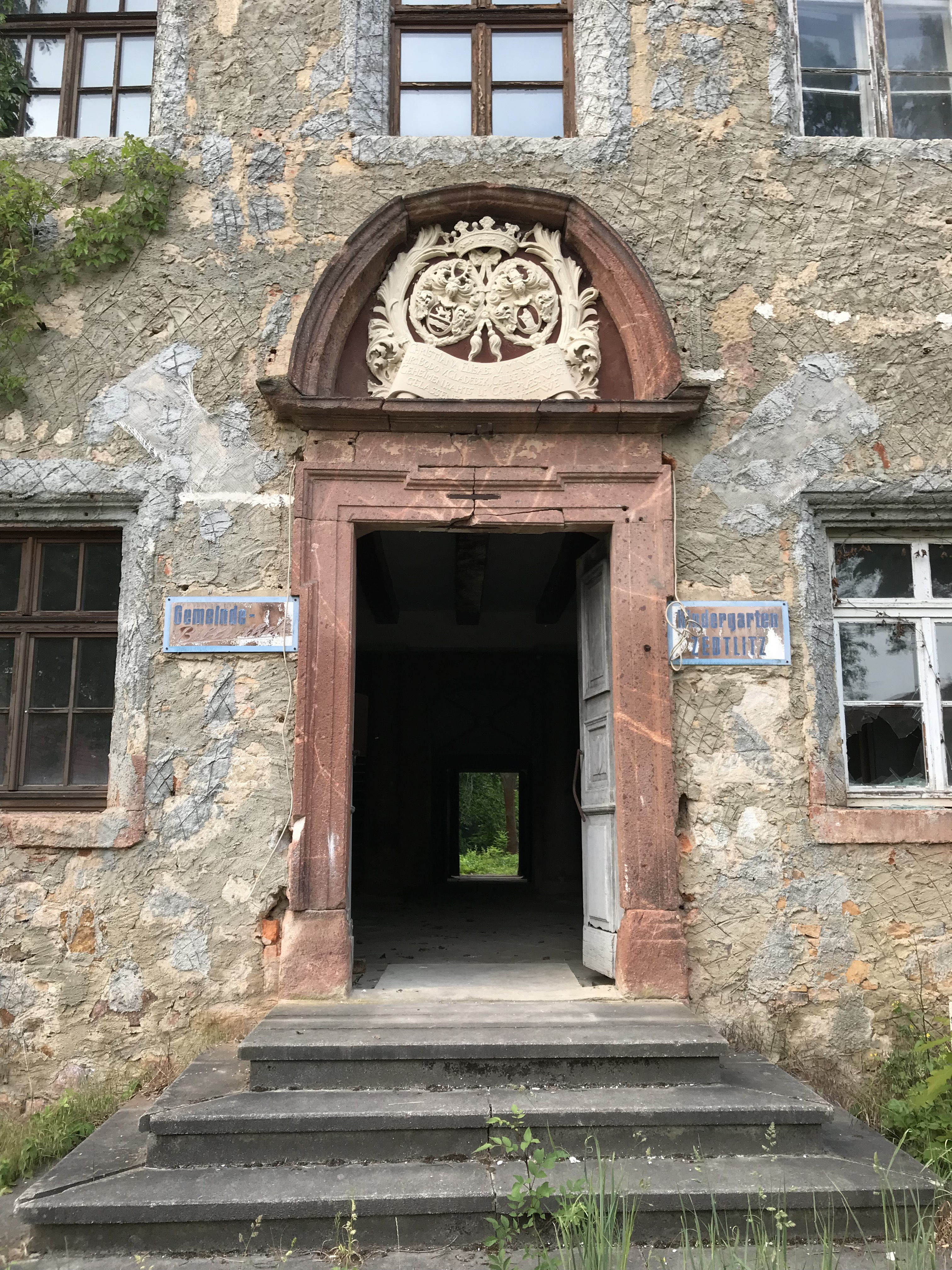
Wappen: Gladebeck, Münchhausen
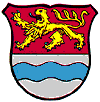
Wappen von Gladebeck
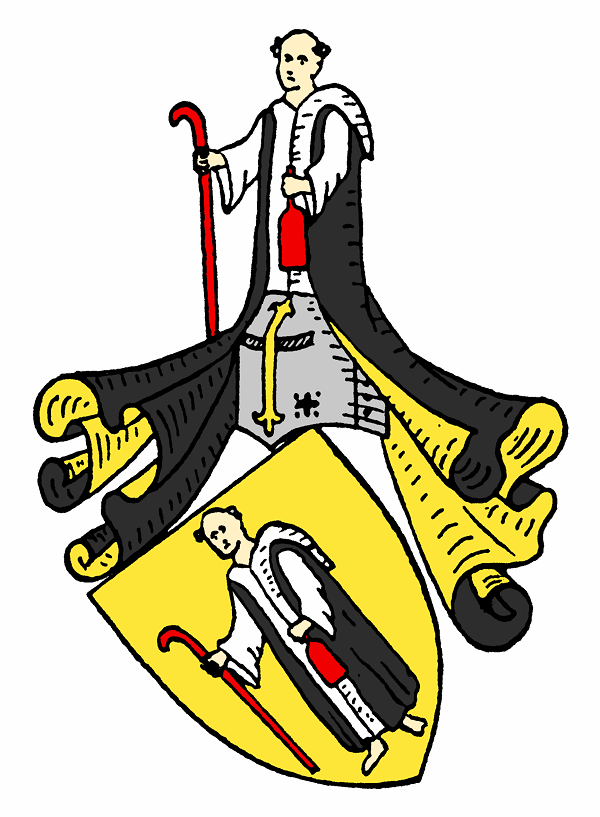
Wappen von Münchhausen